# Видела, Блас
Блас де Видела Паэс (исп. Blas de Videla Páez; ок. 1785 — 28 марта 1831) — аргентинский военный и политик-унитарист.
Блас Видела родился в богатой семье торговцев и землевладельцев из провинции Сан-Луис. В 1803 году он в звании лейтенанта поступил на службу в добровольческий полк провинциальной кавалерии. В 1806 году Видела направился в Буэнос-Айрес, чтобы под началом вице-короля Рафаэля де Собремонте сражаться с британцами, вторгшимся в Рио-де-ла-Плату. К тому времени, что он прибыл туда, город уже был отвоёван, но уже в следующем году Видела участвовал в его защите.
В 1810 Видела вступил в ряды провинциального ополчения, собравшегося в поддержку Майской революции. Он командовал контингентом из 225 солдат Сан-Луиса, присоединившихся к Северной армии, освобождавшей от роялистов Верхнее Перу. Видела участвовал в битвах при Тукумане, Сальте и Вилькапухио. Скорее всего, в последней он был ранен, поскольку не участвовал ни в каких более поздних кампаниях Северной армии, вернувшись в Сан-Луис.
Впоследствии Видела присоединился к Андской армии, но не принял участия в знаменитой чилийской кампании, так как был занят защитой границы от племени ранкель. В 1819 году он участвовал в подавлении мятежа роялистов, вспыхнувшего в рядах офицерского корпуса.
В течение долгих лет Видела оставался на пограничной территории. В 1822 году он отразил вторжение, а в следующем году сумел продвинуться в «пустыню» с целью сбора сведений о военных возможностях народов ранкель и пеуэнче.
Блас Видела участвовал в унитаристской революции 1829 года, а после её провала бежал в провинцию Кордова под защиту полковника Хуана Гуальберто Эчеверриа. В следующем году, после участия в битве при Онкативо, он вернулся в родную провинцию, чтобы поддержать правительства своих братьев Игнасио и Луиса. В начале 1831 года Блас Видеола сражался против Факундо Кироги в битве при Рио-Кинто под командованием полковника Хуана Паскуаля Принглеса. Он отвёл свои силы в провинцию Мендоса, где соединился с армией Хосе Виделы Кастильо, сражавшейся с Кирогой в битве при Родео-де-Чаконе. По её окончании Видела бежал на юг и попал в плен. Некоторые пленники утверждали, что он пытался обрести свободу, предав своих соратников федералистам . Было ли это правдой неизвестно, но Видела тем не менее остался в плену.
Несколько недель спустя, в середине марта, Кирога, узнав об убийстве своего друга Хосе Бенито Вильяфанье, возвращавшегося в Чили, решил отомстить. Он приказал казнить 26 должностных лиц, почти все из которых были пленёнными в Рио-Кинто или Родео-де-Чаконе. Среди них был и Блас Видела. Он умер в Мендосе.
Блас Видела приходится прапрадедом Хорхе Рафаэлю Виделе, диктатора Аргентины в 1976—1981 годах.